# Andreia Faria
Andreia Faria (Vila Real, 19 april 2000) is een voetbalspeelster uit Portugal. Ze speelt als middenvelder voor SL Benfica in de Liga BPI.
Andreia Faria speelde in de jeugd voor jongensteams van Diogo Cão en Abambres. In 2017 besloot Faria de overstap naar Vilaverdense te maken waarvoor ze 15 wedstrijden speelde. SL Benfica besloot in 2018 om Faria over te nemen van Vilaverdense.
Faria staat nog tot medio 2024 onder contract bij SL Benfica.

## Statistieken
| Seizoen    | Club         | Land     | Competitie | Wedstrijden | Doelpunten |
| ---------- | ------------ | -------- | ---------- | ----------- | ---------- |
| 2017/18    | Vilaverdense | Portugal | Liga BPI   | 15          | 2          |
| 2018-heden | SL Benfica   | Portugal | Liga BPI   | 83          | 17         |
| Totaal     | Totaal       | Totaal   | Totaal     | 98          | 19         |

Laatste update: nov 2023

## Internationaal
Andreia Faria maakte haar debuut voor het Portugese nationale team in de Algarve Cup wedstrijd tegen Italië op 5 maart 2020.
Bondscoach Francisco Neto besloot Andreia Faria te selecteren voor het EK 2022. In de laatste groepswedstrijd tegen Zweden mocht Faria invallen voor Francisca Nazareth in de 57ste minuut.